# فرانز فيليب
فرانز فيليب (بالألمانية: Franz Philipp)‏ هو ملحن ألماني، ولد في 24 أغسطس 1890 في فرايبورغ في ألمانيا، وتوفي بنفس المكان في 2 يونيو 1972.

## وصلات خارجية
- فرانز فيليب على موقع مونزينجر (الألمانية)
- فرانز فيليب على موقع ميوزك برينز (الإنجليزية)